# دختر با احتمال زیاد
دختر با احتمال زیاد (به انگلیسی: Girl Most Likely) فیلمی محصول سال ۲۰۱۲ و به کارگردانی شاری اسپرینگر برمن و رابرت پولسینی است. در این فیلم بازیگرانی همچون کریستن ویگ، آنت بنینگ، مت دیلون، دارن کریس، ناتاشا لیون، کریستوفر فیتزجرالد، سیدنی لوکاس، جولیا استایلز، جون دایان ری‌فیل، میشل هارد، رونالد گوتمن، ماری بارتلت، باب بالابان و آندره‌آ مارتین ایفای نقش کرده‌اند.